# Setos
Pour les articles homonymes, voir Seto (homonymie).
Cet article concerne le peuple seto. Pour la langue seto, voir Seto (langue).

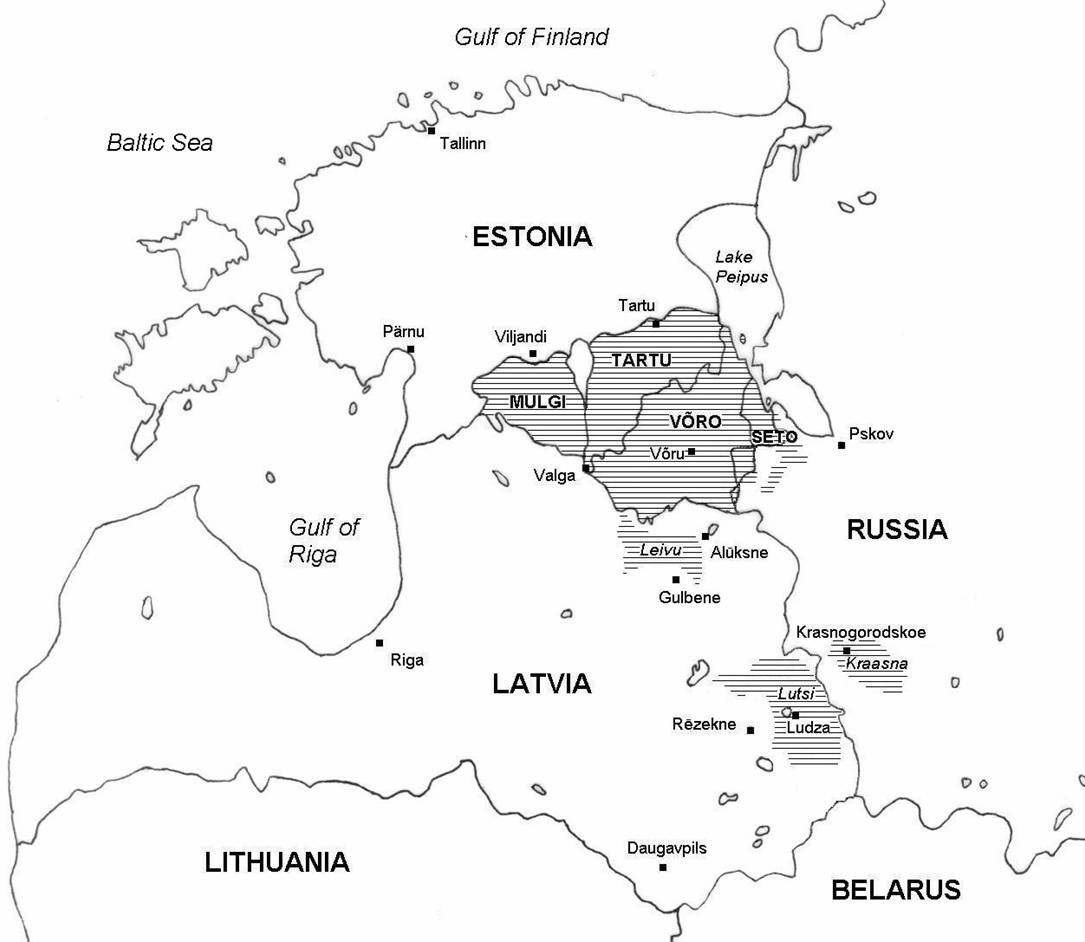
Distribution des langues sud-estoniennes, dont le seto.

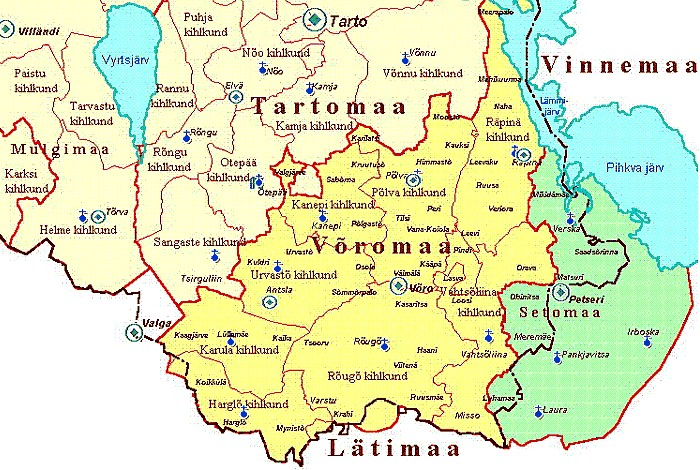
Le Setomaa (en vert), à cheval sur l'Estonie et la Russie

Les Setos sont un peuple autochtone, vivant dans le Sud de l'Estonie et en Russie occidentale, de part et d’autre de la frontière, parlant à la fois le seto, une langue sud-estonienne, l'estonien et souvent le russe.
Ils sont environ dix mille, habitant pour leur quasi-totalité en Estonie (dans les comtés de Põlva et Võru) et en Russie (dans l'oblast de Pskov). Leur territoire historique est appelé Setomaa et couvre environ 2 000 km2 (dont 420 en Estonie et 1 582 en Russie).
Lors du recensement russe de 2020, 234 personnes s'identifient comme Setos.

## Histoire
Les Setos se sont probablement installés avant l'an 600 de notre ère dans la région aujourd'hui appelée Setomaa. Dans les anciennes chroniques russes, ils sont regroupés sous l'appellation de Tchoudes avec d'autres peuples finno-ougriens de la région. À partir du début du Moyen Âge, la poussée des tribus slaves s'est faite toujours plus forte en direction du nord-est. Ceci entraîna un mélange avec divers groupes de populations et leurs cultures. Les Estoniens, dont la langue est finno-ougrienne, furent convertis au christianisme entre le Xe et le XIIIe siècle, alors que le Danemark catholique et l'Ordre Teutonique exerçaient le pouvoir en Livonie. L'Évêché de Dorpat en particulier, fondé en 1224 et dont le centre était Tartu, exerçait une pression sur les Setos, encore polythéistes pour les convertir à la foi catholique, mais ceux-ci y résistèrent et finirent, au XVe siècle par adopter définitivement la foi orthodoxe. Ils conservèrent toutefois nombre de rites païens, de sorte que leur pratique orthodoxe resta d'abord superficielle. Les contacts entre Estoniens et Setos entraînèrent néanmoins une importante influence catholique sur la culture seto.
Les Setos eux-mêmes décrivent leur situation entre 862 et 1920, aux frontières de deux religions rivales et de deux puissances politiques (ordre Teutonique et évêché de Dorpat à l'ouest, États russes de Novgorod, de Pskov et de Polotsk à l'est), par la fameuse expression katõ ilma veere pääl (« à la bordure de deux mondes »). Le 24 février 1918, lors des troubles de la Première Guerre mondiale et de la révolution russe, l'Estonie se déclara indépendante de la Russie. Par le traité de Tartu (Dorpat en allemand), le Setomaa revint au nouvel État estonien, mais resta une enclave orthodoxe dans une Estonie devenue majoritairement luthérienne lors de la Réforme protestante.
Les trois premières décennies du XXe siècle peuvent être décrits comme un âge d'or de la culture seto. C'est vraisemblablement en 1905 que le chiffre de la population seto atteignit son maximum. Lors du recensement ethnique de 1934, 15 000 personnes se déclarèrent Setos. Mais au cours des années 1930, l'État estonien, de plus en plus centralisateur et autoritaire, commença à exercer sur les Setos une politique d'« estisation » visant à les assimiler à la majorité estonienne.
En 1940, l'Union soviétique occupa l'Estonie et entama une phase de répression d'une durée de 50 ans, interrompue seulement par occupation nazie qui dura 4 ans et fut tout aussi sévère : aucune minorité ne fut épargnée. En tant que communauté orthodoxe, les Setos furent suspects d'être proches de la Russie par les nazis, et d'être restés fervents chrétiens par l'État soviétique athée. Les bijoux d'argent traditionnels en possession des familles furent confisqués, l'usage de la langue seto aboli dans les écoles. Les fermes setos furent reconverties en kolkhozes, et l'économie planifiée instaurée. Nombreux furent les Setos (tout comme une partie significative de la population estonienne) à être déportés vers l'intérieur de l'URSS à l'époque stalinienne. En 1944, la frontière entre la république socialiste soviétique d'Estonie et la république socialiste fédérative soviétique de Russie fut redessinée par Moscou ; elle coupait pour la première fois en deux la zone habitée par les Setos, mais, tant qu'elle n'était qu'une limite administrative interne de l'Union soviétique, elle n'impacta guère la vie quotidienne des Setos.
Depuis la dislocation de l'URSS et le retour à l'indépendance estonienne en août 1991, la frontière devenue internationale entre l'Estonie et la Russie divise d'autant plus la zone d'habitation des Setos, qu'elle marque aussi une limite géopolitique entre l'Union européenne, l'espace Schengen et l'OTAN à l'ouest, et la Russie à l'est. Cela complique les contacts entre Setos des deux côtés de la frontière et le retour aux lieux de culture et aux cimetières.
De nos jours, les droits culturels et politiques des Setos au sein de la république d'Estonie sont pleinement garantis. Les défis majeurs que doit aujourd'hui affronter la culture seto sont la globalisation grandissante et l'exode rural de la population la plus jeune, qui vide de plus en plus les villages. Une part importante des Setos vit aujourd'hui dans les deux plus grandes villes d'Estonie, Tallinn et Tartu.

## Culture

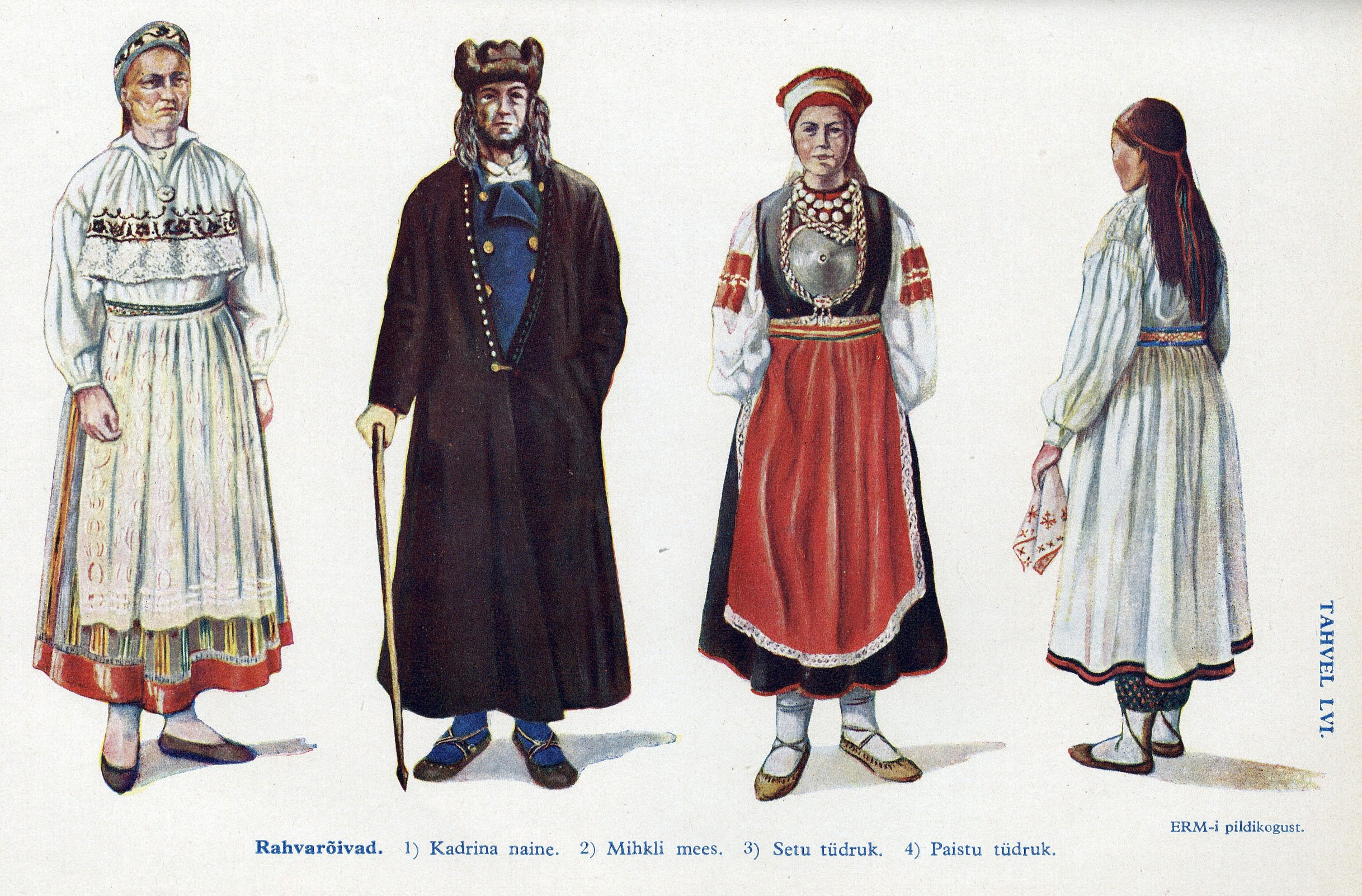
Costumes traditionnels estoniens : le 3e à partir de la gauche est seto.

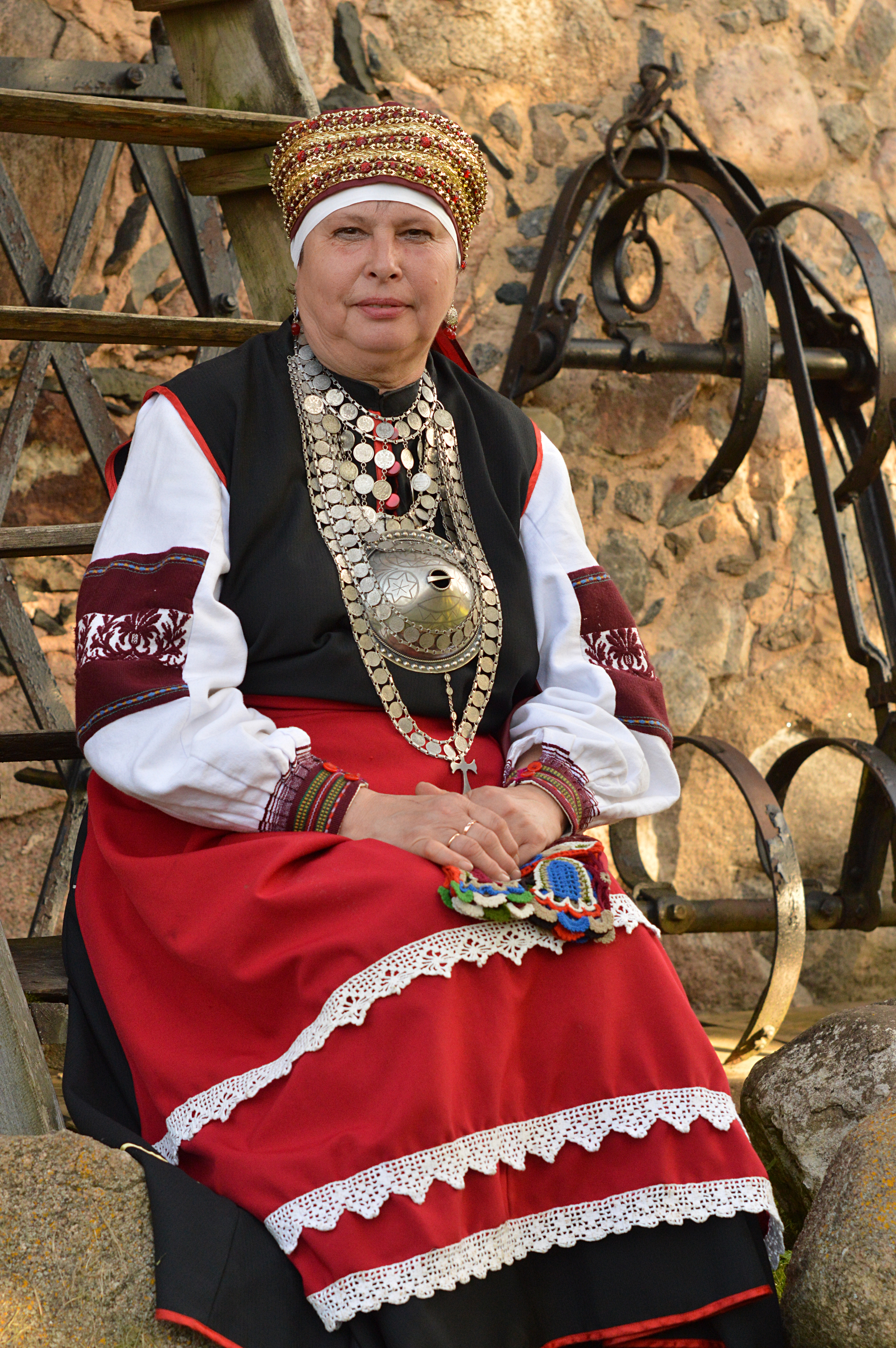
Femme seto en costume traditionnel.

Les Setos sont l'un des derniers peuples maintenant des traditions folkloriques en Europe[réf. souhaitée]. Les femmes portent un costume multicolore[Quand ?].
Le chant est un élément très important dans la vie des Setos et est utilisé tant pour le travail que pour les cérémonies de mariages.
Le village d'Obinitsa, dans la commune de Setomaa, accueille le Musée de la culture seto.
Le groupe estonien Zetod, originaire de Värska, perpétue aujourd'hui la tradition en s'inspirant de chants setos dans ses compositions ethno-folk.

## Tradition brassicole
La bière Seto Õlu est faite à partir de pain de seigle brûlé, technique héritée du kvas (boisson gazeuse russe).

## Religion
Les Seto sont de confession orthodoxe, liés à l’Église orthodoxe d'Estonie contrairement à la majorité des Estoniens qui sont de tradition luthérienne et pour la plupart non religieux.

## Statut et organisation

Drapeau (non officiel) des Setos

Les Seto d'Estonie vivent pour la plupart dans la commune rurale de Setomaa, située dans le comté de Võru dont le chef-lieu est Värska. Cette commune, créée en 2017, s'étend sur 463,18 km2 et comprend 156 villages et hameaux, mais sur ce territoire les Seto ont aussi, non officiellement, formé en 1994 une micronation : la « régence de Setomaa » dont le roi absent est Peko, ancienne divinité locale d'avant le christianisme, représentée par un couple de vice-roi et vice-reine, les ülembsootska, élus chaque année.

## Drapeau
Le drapeau de la « régence de Setomaa », qui est aussi le drapeau ethnique Seto, représente sur fond blanc une croix formée par les broderies décoratives habituellement cousues sur les manches des chemises traditionnelles.